# Katha Pollitt
Katha Pollitt, née le 14 octobre 1949, est une féministe, poétesse, essayiste et critique américaine.

## Biographie
Elle est l'auteure de quatre essais et deux livres de poésie. Ses écrits portent sur des sujets politiques et sociaux, plus principalement sur le droit à l'avortement, le racisme, le féminisme et la pauvreté.
L'un de ses écrits, The Smurfette Principle, publié en 1991 dans le journal The New York Times, souligne le fait que de nombreuses œuvres de fiction ne contiennent qu'un seul personnage féminin, et dénonce le fait que les personnages masculins soient souvent vus comme étant la norme. Ce texte, dont le titre fait référence à la Schtroumpfette (de la série de bandes dessinées Les Schtroumpfs), a donné naissance au concept de syndrome de la Schtroumpfette.